# Aïn Kechra (distrito)
Aïn Kechra é um distrito localizado na província de Oum El Bouaghi, Argélia, e cuja capital é a cidade de Aïn Kercha. A população total do distrito era de 63 572 habitantes, em 2008.[carece de fontes?]

## Comunas
O distrito está dividido em três comunas:
- Aïn Kercha
- El Harmilia
- Hanchir Toumghani